# Villeneuve-de-Marc
Villeneuve-de-Marc este o comună în departamentul Isère din sud-estul Franței. În 2009 avea o populație de 1.153 de locuitori.

## Evoluția populației
| An        | 1975 | 1982 | 1990 | 1999 | 2006  | 2009  |
| --------- | ---- | ---- | ---- | ---- | ----- | ----- |
| Populație | 701  | 782  | 777  | 881  | 1.167 | 1.153 |